# Wilhelm Eisenlohr (Physiker)

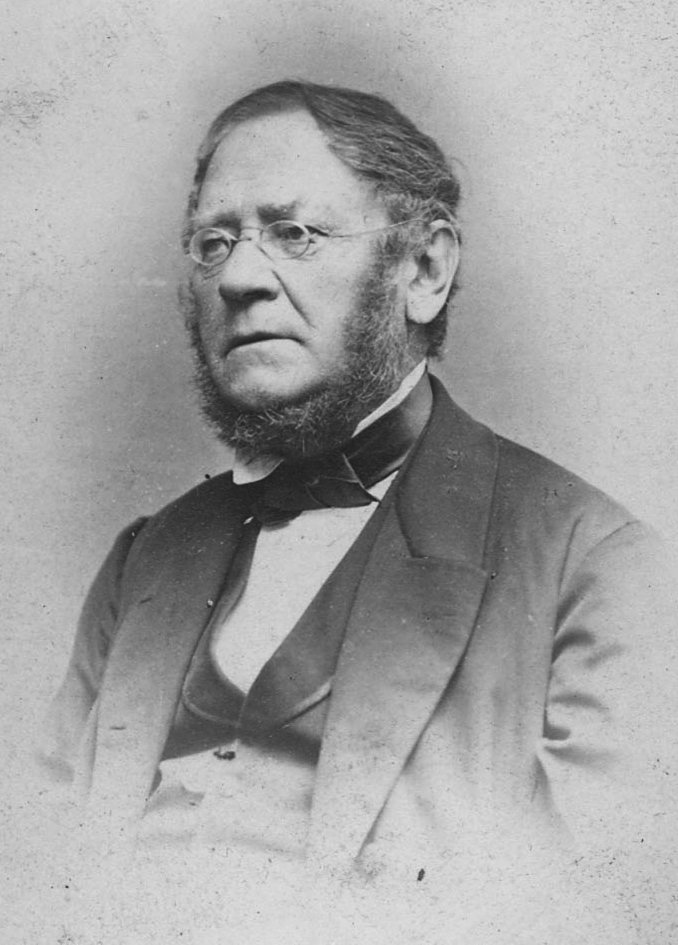
Wilhelm Eisenlohr

Wilhelm Eisenlohr (* 1. Januar 1799 in Pforzheim; † 10. Juli 1872 in Karlsruhe) war ein deutscher Physiker.

## Familie
Wilhelm Friedrich Eisenlohr war der Sohn des badischen Oberamtmanns Wilhelm Eisenlohr und der Caroline Henriette geborene Sachs.

## Leben
Eisenlohr studierte 1817 an der Universität Heidelberg Mathematik und Physik. 1819 wurde Eisenlohr zum Professor für Mathematik und Physik am Lyceum in Mannheim ernannt. 1840 übernahm er am Polytechnischen Institut in Karlsruhe eine Professur für Physik. Als Wissenschaftler wurde Eisenlohr mit optischen Untersuchungen bekannt. Diese Forschungsergebnisse veröffentlichte er in seinem Lehrbuch der Physik.
Eisenlohr gründete die erste Gewerbeschule in Baden in Mannheim und 1847 eine Schule für Uhrmacher im Schwarzwald. Bis zu seiner Pensionierung 1865 förderte Eisenlohr im Großherzogtum maßgeblich und erfolgreich das Schulwesen; besonders die Berufsschulen lagen ihm sehr am Herzen.
Er war Mitglied der Gesellschaft Deutscher Naturforscher und Ärzte. 1869 wurde er Ehrenmitglied des Vereins für vaterländische Naturkunde in Württemberg.

## Veröffentlichungen
- Die Wellenlänge der brechbarsten Lichtstrahlen. In: Poggendorffs Annalen der Physik und Chemie, 1856.
- Lehrbuch der Physik. Krais & Hoffmann, Stuttgart 8., verb. u. verm. Aufl. 1860 Digitalisierte Ausgabe der Universitäts- und Landesbibliothek Düsseldorf